# 都主教宮 (利沃夫)

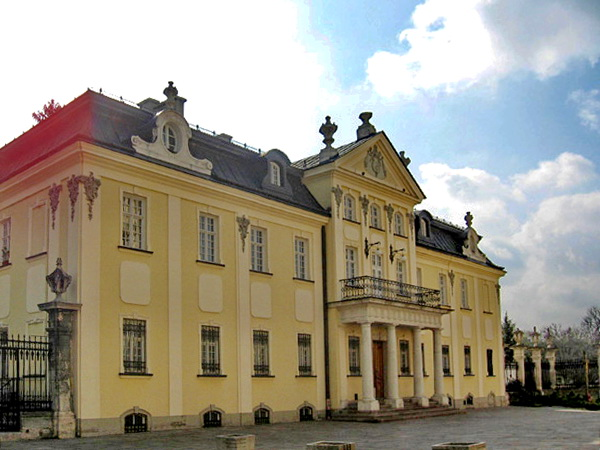
都主教宮

都主教宮，又稱希臘天主教主教宮，是烏克蘭城市利沃夫的一座建築，位於聖喬治主教座堂的對面。都主教宮的建築風格體現了自巴洛克式過渡到新古典主義式建築的特徵。教宗若望保祿二世在2001年訪問烏克蘭時曾下榻這裡。